# Premio Nazionale di Danza (Spagna)
Il Premio Nazionale di Danza della Spagna è un premio annuale assegnato dal Ministero della Cultura dal 1988.
Dall'anno 2000 la giuria assegna i premi nelle categorie interpretazione e creazione. I premi sono rivolti al lavoro meritorio di una persona o di una compagnia nel campo della danza, preferibilmente rivelato attraverso un'opera o una performance rappresentata nel corso dell'anno. Ai vincitori. sono assegnati 30,000 euro. La giuria è presieduta dal direttore generale dell'Istituto Nazionale dello Spettacolo e della Musica di Spagna.

## Albo d'oro
- 1988: Antonio Gades
- 1989: Víctor Ullate
- 1990: Ana Laguna
- 1991: Cristina Hoyos
- 1992: Mario Maya
- 1993: Trinidad Sevillano
- 1994: Ramón Oller
- 1995: Antonio Canales
- 1996: Cesc Gelabert
- 1997: José Antonio Ruiz de la Cruz
- 1998: María Giménez
- 1999: José Carlos Martínez
- 2000: 10 & 10 Danza (creazione), María La Ribot (interpretazione)
- 2001: Manuel Segovia (creazione), Eva Yerbabuena (interpretazione)
- 2002: María Pagés (creazione), Ángel Corella (interpretazione)
- 2003: Nacho Duato (creazione), Sara Baras (interpretazione)
- 2004: Teresa Nieto (creazione), Íida Gómez (interpretazione)
- 2005: Israel Galván (creazione), Lucía Lacarra (interpretazione)
- 2006: Ananda Dansa (creazione), Chevi Muraday (interpretazione)
- 2007: Carmen Werner Vallejo (creazione), Manuela Carrasco (interpretazione)
- 2008: Juan Carlos Santamaría (creazione), Javier Barón (interpretazione)
- 2009: Compagnia Mal Pelo (creazione), Lola Greco (interpretazione)
- 2010: Àngels Margarit (creazione), Rocío Molina Cruz (interpretazione)
- 2011: Javier Latorre (creazione), Goyo Montero (interpretazione)
- 2012: Zenaida Yanowsky (creazione), Mónica Valenciano (interpretazione)
- 2013: Isabel Bayón (creazione), Marcos Morau (interpretazione)
- 2014: Daniel Abreu (creazione), Nazareth Panadero (interpretazione)
- 2015: La Intrusa (creazione), Rubén Olmo (interpretazione)
- 2016: Sol Picó (creazione), Joaquín De Luz (interpretazione)
- 2017: Kukai Dantza (creazione), Manuel Liñán (interpretazione)
- 2018: Antonio Ruz (creazione), Olga Pericet (interpretazione)
- 2019: Estévez/Paños (creazione), Dácil González (interpretazione)
- 2020: Jesús Carmona (creazione), Iratxe Ansa (interpretazione)
- 2021: Sol León (creazione), Patricia Guerrero (interpretazione)
- 2022: Andrés Marín Vargas (creazione), Ana Morales (interpretazione)